# دان روس
دان روس (بالإنجليزية: Dan Ross)‏ هو لاعب كرة قدم أمريكية أمريكي، ولد في 9 فبراير 1957 في مالدن في الولايات المتحدة، وتوفي في 16 مايو 2006 في هافر هيل في الولايات المتحدة بسبب نوبة قلبية.

## وصلات خارجية
- دان روس على موقع مرجع كرة القدم المحترفة.كوم (الإنجليزية)